# جين مانينغ
جين مانينغ (بالإنجليزية: Jane Manning)‏ هي معلمة موسيقى ومغنية بريطانية، ولدت في 20 سبتمبر 1938.

## وصلات خارجية
- جين مانينغ على موقع ميوزك برينز (الإنجليزية)
- جين مانينغ على موقع أول ميوزيك (الإنجليزية)
- جين مانينغ على موقع ديسكوغز (الإنجليزية)